# Louis Rolland (juriste)
Pour les articles homonymes, voir Louis Rolland et Rolland.
Louis Rolland, né le 24 août 1877 à Bessé-sur-Braye et mort le 2 mars 1956 dans le 14e arrondissement de Paris, est un juriste français.
Il est considéré comme l'un des fondateurs du droit public administratif français avec Maurice Hauriou, Raymond Carré de Malberg et Léon Duguit.
Il est le père des trois grands principes des Services Publics Français et du Droit public en général. Avec notamment les "Lois de Rolland" (1928). Que sont : la continuité, la mutabilité et l'égalité des services publics. 

## Biographie

### Jeunesse et études
Ayant grandit dans l'ouest de la France, il suit des études de droit et est l'élève de Léon Duguit à Bordeaux. Il obtient un doctorat en droit de l'université de Paris. Il est également agrégé de droit.

### Parcours universitaire
Reçu premier au concours d'agrégation des facultés de droit (section de droit public) et affecté à Nancy,, il devient professeur à la faculté de droit de Paris. Il est le père des lois du service public, dites lois de Rolland, qu'il formule dans les années 1930 et 1940. Il publie des ouvrages relatifs à la décentralisation.
Considéré comme un des grands professeurs de droit public français du tournant du siècle, aux côtés de Achille Mestre et Georges Scelle, quoique surplombés par les figures de Léon Duguit et Maurice Hauriou, il fait partie des fondateurs de l'école française du service public.

### Parcours associatif
Il s'intéresse très tôt au mouvement du Sillon, qui cherche à rapprocher le catholicisme et la République. Il enseigne également dans des instituts populaires.

### Parcours politique
Député de Maine-et-Loire (2e circonscription de Cholet), entre 1928 et 1936, il se présente en indépendant.
Dans l'hémicycle, il s'affirme comme un démocrate catholique et républicain loyal. Il demande notamment l'application du droit commun pour les congrégations, défend le petit commerce et la petite industrie et se montre favorable à des protections douanières pour l'agriculture. Il défend l'action de la Société des Nations.
Membre de la commission d'enquête parlementaire sur l'affaire Stavisky, il rédige un rapport pour alerter de l'institution de monopoles d'entreprises étrangères en France, qui met en danger l'industrie de la chaussure française.
Il décide de ne pas se représenter à cette date. Son siège est gagné par Henri de Saint-Pern.

## Publications
- Précis de droit administratif, 1re édition, Paris, Dalloz, 1926
- Précis de législation coloniale (Colonies, Algérie, Protectorats, Pays sous mandat), avec Pierre Lampué, Paris, Dalloz, 1931, 457 p.

## Sources
- « Louis Rolland (juriste) », dans le Dictionnaire des parlementaires français (1889-1940), sous la direction de Jean Jolly, PUF, 1960 [détail de l’édition]